# 陈祖慰
陈祖慰（1929年—2012年2月5日），男，上海人，中国无线电子学专家。曾任大连海运学院教授，第六、七届全国人大代表。